# Минчо Коралски
Минчо Боев Коралски е български политик.

## Биография

### Ранен живот и образование
Минчо Коралски е роден на 5 септември 1951 в град София, България. Завършва право в Софийския университет.

#### Професионална и политическа кариера
До настъпването на демократичните промени работи като финансов ревизор, специалист и главен специалист в „Държавно обществено осигуряване“ (ДОО). Бил е председател на ДОО и заместник-председател на Комитета по труда и социалната дейност. След 1990 г. е заместник-министър на труда и социалните грижи първо в правителството на Димитър Попов, след това в правителството на Филип Димитров. От 1992 до 1994 г. е главен експерт и секретар на Съюза за стопанска инициатива на гражданите. Член е на Бюрото на Международната федерация по социално осигуряване.
Избран е за народен представител в XXXVII народно събрание и за министър на труда и социалните грижи в правителството на Жан Виденов.
От 3 януари 2006 г. е изпълнителен директор на Агенцията за хората с увреждания.